# St. Vincent (film)
A St. Vincent 2014-ben bemutatott amerikai vígjáték-drámafilm, amelyet Theodore Melfi (társproducer is) írt és rendezett. A főszerepben Bill Murray, Melissa McCarthy, Naomi Watts, Chris O’Dowd, Terrence Howard és Jaeden Martell látható.
A film premierje a 2014-es Torontói Nemzetközi Filmfesztiválon volt, ahol a People’s Choice Award második helyezettje lett. A film 2014. október 10-én került a mozikba korlátozott számban, majd október 24-én széles körben is bemutatták. Ugyanezen a napon jelent meg a Netflixen Franciaországban. A film kereskedelmileg sikeres volt, a 13,5 millió dolláros költségvetéssel szemben 54,8 millió dolláros bevételt hozott, általánosságban pozitív kritikákat kapott a értékelőktől.
Egy fiatal fiú, akinek a szülei éppen elváltak, valószínűtlen barátra és mentorra talál a szomszédban élő embergyűlölő, csaló, hedonista háborús veteránban.

## Cselekmény
Vincent MacKenna nyugdíjas, mogorva, alkoholista vietnámi háborús veterán, aki Sheepshead Bayben él, rendszeresen dohányzik és szerencsejátékot játszik. Felesége, Sandy évek óta Alzheimer-kórban szenved, egy otthonban él, és már nem ismeri fel a férjét, de a férfi orvosnak adja ki magát, hogy meglátogathassa, és kimossa a szennyesét. Vincent egyetlen közeli barátja a macskája, Felix, és egy terhes orosz szexmunkás, Daka. Az idegenekkel szembeni agresszív magatartása ellenére Vincentnek vannak olyan ismerősei, akik csodálják és törődnek vele.
Vincent 30 éves Chrysler LeBaron autóját megrongálja egy faág, amelyet az új szomszédok költöztető furgonja tört le.
Maggie Bronstein, elvált radiológus technikus és fia, Oliver találkozik Vincenttel, aki a kár megtérítését követeli. Maggie mindent megtesz, hogy gondoskodjon Oliverről, akit a katolikus iskolában kiközösítenek és terrorizálnak, de tudálékos, barátságos fiú, akit új tanára szívélyesen fogad. Az első napon az iskolájában Oliver telefonját, pénztárcáját és lakáskulcsát ellopja osztálytársa, Robert. Oliver megkérdezi Vincentet, hogy maradhat-e nála, amíg az édesanyja hazaér a munkából. Vincent felajánlja, hogy díj ellenében továbbra is folytatja a bébiszitterkedést.
Vincent naponta felveszi Olivert iskola után, mert Maggie-nek gyakran van késői műszakja. Vincent elképzelései szerint az iskola utáni tevékenységek közé tartozik a versenypálya és a bárok látogatása. Az össze nem illő páros elkezdi segíteni egymást az életben. Vincent megtanítja Olivert, hogyan védekezzen a zsarnokokkal szemben, aminek eredményeképpen Oliver betöri egy gyerek orrát, aki később bocsánatot kér, és visszaadja, amit ellopott. Oliver összebarátkozik a fiúval, aki Robertként mutatkozik be. Vincent és Oliver megnyernek egy magas nyereményszorzójú fogadást a lovakra, ami lehetővé teszi Vincent számára, hogy kifizesse adósságai egy részét.
Amikor Sandy idősotthonának személyzete közli vele, hogy elmaradt a díjakkal, és ezért Sandyt el fogják költöztetni, Vincent pénzt lop Oliver bankszámlájáról, amikor a saját számlái hitelkeretét már túllépte és a pénzt elviszi a lóversenypályára. Ezt a pénzt eljátssza a nagy nyeremény reményében.
Vincent otthonában szembekerül az uzsorásokkal, Zuckóval és Antwannal, akik megpróbálják elvinni Sandy ékszereit. Vincent hirtelen a földre zuhan, Zucko és Antwan pedig otthagyja a földön. Oliver talál rá, és hívja a mentőket. Vincentet kórházba szállítják, közlik vele, hogy agyvérzést kapott, és fizikoterápiára kell járnia. Oliver, Maggie és Daka segít Vincentnek felépülni, de a film végéig a beszéde akadozó marad.
Oliver apja, aki ügyvéd, rájön a Vincenttel való ismeretségére, felhasználja a szerencsejátékra vonatkozó információkat, és bemutatja Olivert egy prostituáltnak arra a célra, hogy közös felügyeleti jogot szerezzen Maggie-vel. Közli Vincenttel, hogy többé nem láthatja Olivert.
Vincent depressziós lesz, miután megtudja, hogy Sandy meghalt, miközben ő kórházban volt. Kap egy dobozt, amelyben a neje kevés holmija és a hamvai vannak.
A „Szentek köztünk” című iskolai projektjéhez Oliver körbekérdez a környéken Vincent múltjáról. Később az iskolai gyűlésen Vincentet szentté avatják, valamint egy kitüntetést adnak át neki. Oliver indoklása a tanárnője által adott definícióból származik, miszerint a szentté avatás olyan személyt jelent, aki „elkötelezettséget és odaadást” mutat, és áldozatot hoz mások iránt. Vincent megfelel ennek a felesége szempontjából; a vietnámi háborúban két katonát is megmentett. A többi vitathatónak tűnik, mivel a szerencsejáték és a lopás nem tűnik a legjobb megoldásnak arra, hogy pénzt gyűjtsön az idősek otthonának költségeire. Az iskola közönségét azonban lenyűgözi Oliver beszéde, és megtapsolják Vincentet, akit Daka rászedett, hogy részt vegyen az eseményen.
Nem sokkal később Daka kislánynak ad életet, és Maggie-vel, Oliverrel és Roberttel együtt elmennek Vincent házába, ahol esznek és boldogan beszélgetnek.

## Szereplők
(A magyar hangok a szereposztás mellett feltüntetve)
- Bill Murray – Vincent MacKenna, Maggie és Oliver szomszédja – Tahi Tóth László
- Jaeden Martell (Jaeden Lieberher) – Oliver Bronstein, Maggie örökbefogadott fia – Pál Dániel Máté
- Melissa McCarthy – Maggie Bronstein, Oliver örökbefogadó anyja – Náray Erika
- Naomi Watts – Daka Parimova, egy terhes orosz szexmunkás és Vincent szerelme – Kisfalvi Krisztina
- Chris O’Dowd – Geraghty atya, Oliver tanára, ír pap – Fesztbaum Béla
- Terrence Howard – Zucko, Vincent uzsorása – Király Attila
- Dario Barosso – Robert Ocinski, Oliver osztálytársa, aki terrorizálja őt, később a barátja lesz –
- Donna Mitchell – Sandy MacKenna, Vincent felesége, aki Alzheimer-kórban szenved –
- Kimberly Quinn – Ana, egy nővér az idősek otthonában –
- Scott Adsit – David Bronstein, Maggie volt férje és Oliver örökbefogadó apja –
- Ann Dowd – Shirley, az idősek otthonának igazgatója –
- Ron McLarty – O'Brien, Oliver iskolaigazgatója –
- Nate Corddry – Terry, banki alkalmazott –
- Lenny Venito – Mitchell edző, Oliver testnevelő tanára – Vida Péter
- Ray Iannicelli – Roger, csapos –
- Maria Elena Ramirez – Amelda, egy latin-amerikai dadus –

## Filmkészítés
A forgatókönyvet, amelynek eredeti címe St. Vincent de Van Nuys, 2011-ben írta Melfi, amely felkerült a 2011-es Hollywood Feketelistára.
A pletykák szerint Jack Nicholson játszotta volna a film főszerepét, de Murray 2012 júliusában aláírt. 2013. március 11-én Melissa McCarthy kapta meg a női főszerepet, és csatlakozott a stábhoz. Március 22-én Chris O’Dowd katolikus pap szerepében csatlakozott a szereplőgárdához. Naomi Watts április 22-én csatlakozott a stábhoz egy orosz prostituált szerepében. Július 19-én Scott Adsit csatlakozott a szereplők köreihez, hogy eljátssza McCarthy karakterének volt férjét.
A forgatás 2013 júliusának első hetében kezdődött, a jeleneteket a New York-i Brooklynban, és a Belmont Parkban vették fel.

## Marketing
A film első hivatalos előzetese 2014. július 1-jén jelent meg.

## Megjelenés
A Weinstein Company 2014. október 10-én, korlátozott kiadásban mutatta be a filmet, majd 2014. október 24-én széles körben is bemutatásra került.

## Fordítás
- Ez a szócikk részben vagy egészben  a   St. Vincent (film) című angol Wikipédia-szócikk fordításán alapul.  Az eredeti cikk szerkesztőit annak laptörténete sorolja fel. Ez a jelzés csupán a megfogalmazás eredetét és a szerzői jogokat jelzi, nem szolgál a cikkben szereplő információk forrásmegjelöléseként.